# ガイストクラッシャー
『ガイストクラッシャー』は、カプコンより2013年12月5日に発売されたニンテンドー3DS用ゲームソフト。ゲームより先行して漫画、テレビアニメなどのメディアミックス展開が行われる。
キャッチコピーは「少年たちよ 武装（ガイストオン）せよ!」。
本稿では、前日譚の漫画『ガイストクラッシャー ファースト』、新規追加版『ガイストクラッシャー ゴッド』の関係記事が含まれるためにその旨を記事内に併記する場合がある。

## 概要
玩具とゲーム機の連動要素や多角メディア展開を特徴とした、カプコンの新規IPの男児向けホビープロジェクトで、ゲーム版はその中核をなしている。金属生命体「ガイスト」から得られる「ガイメタル（ソウル）」を加工して作られる鎧「ガイストギア」を武装して戦う少年たちの戦いと成長を描く。同社がキッズ向けホビー作品を制作するのは『流星のロックマン』以来となる。メディアタイアップは集英社の『最強ジャンプ』および『Vジャンプ』が行う。
ゲーム内容は3Dフィールドで大小無数のガイストを倒しガイメタルを収集して武装を強化していくアクションゲーム。全5章、52話で構成される。ガイストギアはバランス型のメイルフォーム、攻撃特化型のウェポンフォーム、切り札のエクストリームフォームの3つの形態を持ち、これらを使い分けミッションを攻略していく。ガイストとガイストギアにはそれぞれ5種類の自然属性と武器属性が存在し、各属性ごとの有利不利が設定されている。ゲーム内に登場するガイストギアの種類は百種類以上で、プレイヤーはミッションで獲得した経験値を用いギアを強化、メイルフォームの技を選択しカスタマイズすることが可能で、例え失敗しても経験値は獲得できる。ストーリーモード本編で登場しなかったガイストはフリーミッションで出現する。また、別売りのガイフォンカバーを3DSに装着し、連動玩具である『ソウルガイスト変形ガイメタル』をカバーにセットすると、通常よりレベルと性能が特化したガイストギアが使用可能となる。さらに、付属の台座である超活性ガイメタルを読み込むことで、追加シナリオや能力が高いガイストとの特殊戦闘ミッションが行える。
マルチプレイ対応であり、最大4人で大型ガイストと戦う協力モードや、2対2の対戦モードを実装。
製品版に先駆けて、2013年11月6日よりニンテンドーeショップにてダウンロード体験版が配信されているが、ガイメタルとの連動は第0弾のみに対応する。『最強ジャンプ』&『Vジャンプ』の他、カプコンが制作する『戦国BASARA4』『モンスターハンター4』などともコラボレーションしており、それらをモチーフとしたガイストとガイストギアも登場する。この他公式HPやゲーム雑誌による期間限定ミッション配信、店舗限定ガイメタル、食玩、などを順次展開していく。
続編についてはこちらを参照。

## 登場人物

### 主要人物
白銀レッカ
声 - 山下大輝
主人公。鉄鋼中学一年生。2051年5月5日生まれ。牡牛座のB型。13歳。身長161.8cm、体重55kg。赤髪のウルフヘアが特徴。「当たって砕けろ！」がモットーで、「◯盛り!」が口癖。体を動かすことと白御飯が好きだが、朝食の丼飯を十杯食べても二時限目には消化する特異体質で、数キロ先の食べ物の匂いを嗅ぎ分ける。苦手なものは計算。学業の成績が下から数えて学年10位と悪く、戦闘に関しても喧嘩拳法やプロレス技の我流で全くの素人。しかしながら友を大切に思う心の持ち主であり、難問や実力の差が歴然とした相手を前にしても絶対に諦めない、不撓不屈の精神力を持つ。トラブルの最中にガイストと遭遇し、G共鳴を発したことでガイフォンを使いガイストギア「フレイム・フェンリル」を纏い撃退する。こうした経緯からGCGに招かれエントリーテストを受けるも、散々な結果で不合格に。しかし、その資質や可能性をボルカンに認められ正式にガイストクラッシャーとなる。戦闘能力や経験は他のクラッシャーたちよりも劣るが、足止めや土地勘を生かしての牽制をするなどで補っている。戦闘が激化するにつれ、天性の能力を生かした戦い方をするようになり、その熱意は他のメンバーたちだけでなく心を認めた超上級ガイストにも伝搬し、やがてイレイザー最大の脅威となる。
金剛寺ハヤト
声 - 井口祐一
ガイストクラッシャーの一人。2050年1月24日生まれ、水瓶座のAB型。14歳。身長172cm、体重56kg。ガイストギア「ウインド・ガルーダ」を纏い戦う。ヒノモト月光山出身。金剛鳥人拳と呼称する拳法の使い手で、次期後継者。評価基準以上の素晴らしい行為には必ず「ゴールデン」と口走る。幼少時にエアロ・グリフォンに襲われ、左脇腹と腹部に傷跡があり、そのことが原因で、自戒を込めて完璧にこだわる。ガイスト再出現時はオリンポリスで何かしらの調査をしていた。いち早く鉄鋼中の制服を着用している。あまり表に出したがらないが妹思いの良き兄でもある。
真銅クラマ
声 - 高瀬泰幸
ガイストクラッシャーの一人。2051年2月2日生まれ、水瓶座のA型。13歳。身長163.5cm、体重60kg。ガイストギア「ガイア・オロチ」を纏い戦う。戦国時代から続く忍「真銅一族」の末裔。変装に関してはヒスイ以外は誰も見分けがつかない。ガイスト再出現時は遠方でエクストリームフォームの修行をしていたが、その頃合を見計らい帰ってきた。レッカとは初対面にもかかわらず嫌みな言葉で喧嘩をふっかけるなど険悪な関係だったが、それなりの覚悟と友との情だけは多少認めており、その後は悪友兼ツッコミ担当となっている。曲者揃いのクラッシャーたちの中でも唯一の常識人である。
シレン・クォーツハート
声 - 古川慎
ガイストクラッシャーの一人。2050年12月10日生まれ、射手座の14歳。身長171.5cm、体重60kg。ガイストギア「ブリザード・ユニコーン」を纏い戦う。言葉の要所に「レクイエム」「終止符」などの音楽用語を用いており、時折ピッコロを吹いている。孤独を好む一匹狼的性格だが、1年前の事件を含め失敗や仲間を失った三度の経験から心を閉ざしてしまう。アイスガルドの住人たちからは不吉を齎す余所者だからという理由で忌み嫌われている。プロフィール自体はあるものの、詳細な情報は謎に包まれている。
黒曜イズナ
声 - 松岡禎丞、飯田友子（幼少時代）
ガイストクラッシャーの一人。2049年7月25日生まれ、獅子座の15歳。身長174.5cm、体重60kg。オリンポリス「オブサイド」出身。ライトニング・ドラグーンを纏い戦う。ゼウス事件後、ドスメーアが設立したガイスト被害児童の施設に引き取られ、その時に、ボルカンを憎むよう人為的に記憶を植え付けられていた。元GCGの隊員だったが、命令無視が原因で資格停止一年の処分を受けていた。ボルカンを死の淵まで追いやるもゲーム本編では躊躇して止めをさせず、レッカに止められ敗れたことで再びGCGに戻る。

### GCG
ロック・ボルカン
声 - 小西克幸
GCG所長。2036年6月9日生まれ。双子座のB型。28歳。身長188.5cm、体重95kg。南の小国タスクニア出身。好きなものは将棋。苦手なものは料理。何事にも全力を尽くし、ガイストクラッシャーたちには「命がけの覚悟」を求める熱い男。ガイメタル研究所時代は機械工学のエキスパートとして参加。幼少期はごく平凡な心優しい性格であったが、人生経験の大半においてはガイスト関係により過酷な道を辿っている。強く信じる思いと、奇抜であり得ない味覚に異常な食欲はレッカに似ている。大きな悩み事があると山に籠って頭を整理する。激昂すると組織の備品を少なからず破壊している。ガイストクラッシャー ファーストチームの一人でアドミラル・エーギル、プラズマ・ドラゲイザーを纏い戦ったが、9年前の戦闘で体内のG波が乱れ、現在は装着できない。
蛍ルミネラ
声 - 高垣彩陽
GCG科学班チーフ。2042年12月5日生まれ。射手座のB型。22歳。身長170cm。ガイストの解析とガイストギアの開発を担当。所長の不在時は臨時で所長を代行する。難しい事象を簡単に解説し、持論の確証が高いと「間違いないわ」「同意するわ」と言う。ガイメタル研究所時代からの古参メンバーで、当時は研究者兼オペレーターだった。レベルSルームの資料閲覧権限を持っている。一度決めた行動はボルカンでも止められない。苦手なものは運動と虫らしい。美肌と聞いて頬を上気させるなど年相応な一面も見せている。事件の真相を確かめるべく、運動が苦手であるにもかかわらず特殊スーツを身に纏いオリンポリス火山に向かって行った。
桜さんご
声 - 種田梨沙
GCGオペレーター。2051年3月27日生まれ。牡羊座のO型。13歳。身長155.5cm。執務応答やデータ解析をこなすものの、戦闘班ではないにもかかわらず情報収集でアリスを操縦し前線に出てくる度胸の持ち主。射撃の命中率はバナよりも上である。レッカと出会って以来、お目付役にもなっている。極度の潔癖症で、少しでも下品な言葉を出されると途端に嫌悪感を示すくらい男性を特に苦手にする。小さい頃から花嫁さんになりたいというささやかな夢を持っている。レッカには当初年下に見られていた。
緑ヒスイ
声 - 雨宮天
GCG医療班兼オペレーター。2050年6月30日生まれ。蟹座のA型。身長162cm。14歳。医師免許を持つ最年少の女医だが、わがままな患者には問答無用で制裁を繰り出す。その威力は人工ガイストギアを肘撃ちだけで砕き、凄味を効かせて睨むことから、ある意味彼女には誰も逆らえない。コミカライズでは、アイスガルドにてエターナル・オーディンをレッカたちが倒したあと、ハヤトによって確保されたマンガンから次にガイストを出現させる場所を聞き出した。クラマの変装を見破れる勘の鋭さも持ち合わせる。G波を医療技術に応用し多くの命を救うことを夢に持つ。仕切り屋で重度の歴史マニアという一面がある。バナが瀕死の重傷を負った際は現地へ向かう理由で人工ガイストギアを装着し、バレットレインへ乗り込んでいる。緊急ガイスト警報発令時には通常の隊員制服を着て避難を放送で呼びかける。
金剛寺コハク
声 - 田野アサミ
GCG科学班メンバー兼オペレーター。2050年9月6日生まれ。乙女座のB型。13歳。身長140cm。ルミネラの助手で、ガイストのデータ検索を担当している。ハヤトの妹で、兄と同様に金剛鳥人拳の使い手。レッカとはケンカ友達的な関係。苦手なものは歌。最近海外セレブに興味があり、意中の人は「レデーカカ」で、奇抜なファションに身を包むこともある。上司やマグネスらを超える世界一の学者になることが夢。指揮者の不在時には作戦担当を代行するも、当初は不馴れな場合が多かった。兄妹仲は良いのだが、照れ隠しでそれをお互いあからさまにしない。
マグネス
声 - 利根健太朗
GCGメカニックチーフ。2024年6月4日生まれ。双子座のAB型。40歳。身長180.5、体重110kg。ガイメタルの管理責任者とガイストの研究者でもあり、一度説明しだすと長話になってしまう。ガイメタル研究所時代からの古参メンバー。ガイストと友達になるのが夢というロマンチスト。ドスメーアを敬愛しており、その天才的な発想や着眼点に憧れている。皆からは「ドクター」と呼ばれている。彼の時折言っている台詞はプレイヤーや視聴者たちに問いかけているメタフィクション発言でもある。好きなことは昆虫採集、苦手なものは犬らしい。
メディアによって経緯が違うものの一時的にデザドラドに残り、メカニックの全権をジン太に託しGCGファルコンを健造した。
亜藤ジン太
声 - 村瀬迪与
GCGメカニック班メンバーでマグネスの助手兼弟子。2053年4月18日生まれ。牡羊座のA型。11歳。身長121cm、体重38kg。レッカよりも2つほど年下だが、大卒資格を持つ天才児。ガイメタルの成分分析を特技とするも、女の子が苦手。エクストリームフォームへの変換時間短縮アプリを徹夜でプログラミングし、訓練のサポートなどバックアップを務める。マグネスを尊敬している。
ジーク・バナ
声 - 最上嗣生
GCG戦闘班長。2040年6月18日生まれ。双子座のAB型。24歳。身長180.8cm、体重100kg。スキンヘッドで、戦闘時には独特の鉄仮面を被り、武器や格闘技術、戦闘機の扱いに長ける。ボルカンとは旧知の仲。ジュニア格闘大会で四連覇した実績を買われガイメタル研究所にスカウトされた。ガイストクラッシャーとしての適合者テストでは資質が無かったものの、救護班メンバーとして実戦で成果を積み上げ、数年後にはドスメーアの推薦でチーフに就任した。額の傷は3年前のガイメタル研究所襲撃事件で負傷した時のもので、実行犯のサイファに対しては並々ならぬ思いを抱いており、いつか一矢報いたいと思っている。寒さが苦手。
メッキ三兄弟
声 - 利根健太朗（一郎）、茂木たかまさ（次郎）、黒沢寿樹（三郎）
GCGガイストクラッシャー候補生。一郎、次郎、三郎の三兄弟。バナが訓練育成した。レッカとは年が近く大学も卒業しているが、三人ともに肝心な時の覚悟が足りず全員ガイストオンはできない（おまけに三郎は臆病）。3人の区別は大きさと頭から飛び出ている毛の本数で付く。再登場時は整備班見習い補佐になっていた。
トーマス
声 - 藤原啓治
GCGアイスガルド支部長でトウヤの父親。1年前のグラン・クレバスでの事件で命を落とし、シレンにとっては心の拠り所であった。コミカライズなどとはその経緯は異なっている。
ベスブ
GCGデザドラド支部長。髭を蓄え、人工ガイストギアの首もとに赤いマフラーを巻いている。地元に新型G波測定装置を設置する任務についていた。
ドスメーア
ガイスト研究所所長。ガイメタルの発見者で優秀な科学者。現実尊重を重視する。バナを戦闘班チーフに推薦した人物。3年前のガイメタル研究所襲撃事件により巨大ガイストに飲み込まれ、現在も生死不明である。
阿久あまりん
声 - 矢島晶子
ゴッド編39話から登場。ガイメタル研究所の旧スタッフの1人でルミネラと同い年。当時はオペレーターであったが、現在はGCG技術班チーフ。体格があまりにも小さすぎるので、初対面のレッカからは子ども呼ばわりされ、そのたびに股間に蹴りを食らわせている。スタッフ総出で1日でGCGベースを新品同様に仕上げる腕を持つ。同時にGCGファルコンの母体を製作していた。

### イレイザー
サイファ
声 - 鈴村健一
イレイザーの幹部。ガイストを陰から操る神出鬼没の男。2048年2月26日生まれ。16歳。身長180.5cm、体重72kg。3年前のガイメタル研究所襲撃事件の首謀者。子供を激しく嫌い、非常に傲慢な性格で、ラウンダたちに対する仲間意識も皆無である。また、首領であるΩの考えを見抜くなど頭脳明晰ではあるが、それに比して本心が見えない部分が目立っている。鉄鋼町の地下にあるルインを隆起させ、ルインの主であるアヤカシ・ナインテールを使いレッカたちに戦いを挑むも敗北し、「用済み」と見捨てられてルインの崩壊に巻き込まれ、生死不明となるが生存しており、オリンポリスでΩを殺害し彼の所有していたサモンクラウンを奪いカオスを復活させるため、計画を実行する。
ラウンダ
声 - 三石琴乃
イレイザーの女性幹部。2044年8月12日生まれ。20歳。身長172cm。相手の弱みに付け込んだ心理作戦を使う。Ωの右腕で、他の幹部とは一線を画し、彼女を通してでなければ謁見できない。言葉だけで、レジェンドガイストと解る明晰な頭脳を持つ。元々はガイメタル研究所の職員でオペレーター。ルミネラやあまりんとは友人である。プライドが高く、自分の欲望に忠実なように見えるが、実際は、親友であるルミネラへの嫉妬が原因でその心をΩにつけ込まれ組織に加わってしまっただけであり性格は冷たいようで心優しい。
コミカライズとゲーム本編、テレビシリーズでは彼女の扱いが異なる。
マンガン
声 - 屋良有作
イレイザーの幹部。2036年7月25日生まれ。28歳。身長210cm、体重120kg。ドレッドヘアの褐色巨漢。組織の中で最も優秀な科学者を自負しているが、力一辺倒の脳筋。極寒の地にもかかわらず氷煎餅を食べ、日光浴をし、氷風呂に浸かる。サイファからは「筋肉バカ」、レッカからは「ゴリマッチョ」、セリサからは「ガンガン様」と呼ばれる。自問自答を口癖にする。ガイメタル研究所の古参メンバーの一人で生体工学の権威。バナとは実装備についての見解相違による因縁がある。常規を逸脱する行為は自身が自負する「マッスル筋肉」により可能となっているものである。
コミカライズ、ゲーム本編、テレビシリーズではその後の扱いが異なる。
アルーミ
声 - 矢尾一樹
イレイザーの幹部。2040年3月8日生まれ。24歳。身長182cm、体重68kg。見た目はビジュアル系で小物を身に纏いオネエ言葉を使い、嫉妬すると爪を噛む癖がある。ガイストの研究だけでなく、美容関連の追及にも余念がない。彼もまたガイメタル研究所の元メンバーで、ナノテクノロジーの権威。アリスのステルス機能も彼の研究成果である。マンガンとは性格が正反対であったにもかかわらず、ウマがあっていた。アンドロイドの部下を二体付き従える。レインボーオアシスでコハクを人質にとるも、金剛翔風で反撃される。ガイメタル研究所時代の容姿は、眼鏡をかけて化粧っけのないごくありふれた青年風だった。現在は当時の容姿にコンプレックスを抱いており、他の幹部とは違って昔の写真を公開されることを阻止しようとするあまりに現在の自身を撮影し、自らの存在を明かしてしまう。コミカライズやゲーム本編、テレビシリーズではその後の扱いが異なる。
Ω（オメガ）
声 - 石塚運昇
イレイザー首領。白と黒の鉄仮面で素顔を覆い隠す。かなりの科学知識を持っているらしく、GCGとは別の科学的アプローチでガイストを研究している節がある。自分が直視した現実しか信じず、他者を信用していない。その正体は行方不明だったプロフェッサー・ドスメーア。
メディアミックスではそれぞれ行動が微妙に異なっている。

### 白銀家
白銀ゴウカ
声 - ふくまつ進紗
レッカの父親。2026年8月3日生まれ。獅子座のB型。38歳。身長182.5cm、体重100kg。仕出し弁当店「しろめし屋」の店主。食べっぷりでその人の性格が判る熱くて豪快な男。息子の口調も彼譲り。時々限定試作品弁当をレッカに試食させていたりする。娘以上の強さで瞬時に子供らを捻じ伏せる。元々はホテルの料理人だったが、商店街が危機に陥っている状況を無視できず、妻と共に店を開店させたという。
白銀ひのこ
声 - 井上喜久子
レッカの母親。2027年2月9日生まれ。37歳。水瓶座のO型。身長171cm。剛の者が多い白銀家でも物静かな性格。レッカをスカウトするために「しろめし屋」に来たさんごを息子のお嫁さんにしたいと思っている。固有名詞を聞き間違えるのは息子にも受け継がれている。
白銀リン
声 - 潘めぐみ
レッカの姉。2048年7月16日生まれ。蟹座のO型。16歳。鉄鋼高校に通う女子高生でラクロス部に所属する。レッカにとって最も頭の上がらない人物。姉弟喧嘩でも負けたことがなく、日常的にレッカにプロレス技を掛けている。生身のレッカとクラマとの2人がかりでも勝てず、メイルフォームのままで逆にガイストギア越しに足固めのダメージを与える剛力の持ち主。休日や放課後などはスクーターで家業の手伝いをしている。弟に負けず劣らずの健啖家で、丼で食事する。得意料理はおにぎり。

### 鉄鋼中学
灰野灰二郎
声 - 二又一成
鉄鋼中学の教師でレッカたちの担任。2028年12月12日生まれ。36歳。170.1cm、体重70kg。担当は理科。事実を否定する凄まじい昭和の香りが漂う中年根性の持主。器量が狭く融通が利かず、生徒によって態度を変える情けない人物。ガイスト襲撃の際は恐怖で簡単に失神し、頼り甲斐が全く無い。独自にガイメタルを持ち込み研究している。生徒の一部からは「ハイハイ先生」とも呼ばれている。
新田ケン
声 - 寺島愛
レッカの親友であり同級生。2051年9月13日生まれ。乙女座のO型。13歳。身長160cm、体重54kg。通称ニッケル。一人称はメディア媒体で異なる。好きなものはサッカー、苦手なものは数学という可もなく不可もなく、善くも悪くもごく普通の中学生だが、友を思いやる心の持ち主。出番は少ないものの、レッカにとっては平凡な日常に帰れる大事な存在である。
天念ガス
声 - 野村大地
鉄鋼中学二年。自称「永久番長」。2050年1月20日生まれ。身長172cm、体重95kg。空手の有段者で、弱気を挫き強気に諂う。かつては鉄鋼中学に君臨していたが、知丹崎との決闘に敗れその権威を失い、彼に対して頭が上がらなくなる。
油屋デン助
声 - 柳原哲也
鉄鋼中学二年のガスの腰巾着。2051年3月25日生まれ。身長156cm、体重49kg。石油関連の良家の子息で制服にブランド物を身につけている。ガスを敬愛しているので、侠気を見せた時はそれを疑いもせずついて行く。
知丹崎優
声 - 三村ゆうな
鉄鋼中学生徒会長。2049年7月20日生まれ。蟹座のA型。15歳。身長170cm、体重61kg。文武両道を地でいく人物。レッカたちとは違い白い学ランを着ている。前年に鉄鋼中に転入して以来女子にもファンが多く付き、ガスにとっては目の上の瘤であったことから、格闘技による決闘を申し込まれるが返り討ちにする。レッカをガイストクラッシャーだと直感で認めている。公私混同はしないが、ある程度の配慮をする度量も持っている。特技は指数対数。苦手なものはTVの話題。

### その他
ハギー
声 - バロン山崎
鉄鋼町で放送されているニュース番組で状況中継をするTVレポーター。生年月日不明の40歳。身長178cm、体重68kg。自身の看板番組『ハギとこ』のMCでもある。関西弁で話す。突撃取材を得意とするものの、取材拒否が苦手という。
トウヤ
声 - 丸山有香
トーマスの息子。ベンの甥にあたる。ゲーム本編には登場しないコミカライズからのキャラクター。
ベン
声 - 西村太佑
トーマスの実兄で、トウヤの伯父。スノーブルクで弁当屋を営む。イエティの着ぐるみを着たレッカと邂逅して以来意気投合し、彼を「レッカボーイ」と呼んでいる。ゲーム本編やコミカライズには登場しないオリジナルキャラクター。
セリサ
声 - 諸星すみれ
ノザン村村長の孫娘。2月2日生まれ。10歳。水瓶座のA型。身長145.5cm。シレンに救われて以来「イケメンのお兄ちゃん」と呼ぶが八方美人。また好奇心旺盛で敵味方問わず質問する性格である。将来の夢は多いが、ガイストクラッシャーになるをことを目標にする。好きなことは雪まつりの衣装作り、苦手なものは熱い食べ物。
フクサ
ノザン村村長で、セリサの祖父。2014年7月21日生まれ。50歳。身長155cm、体重65kg。蓄えた髭を編んでいる。レッカたちに雪祭りの起源を教える。好きなことは縄縫いと伝承の暗唱。苦手なものは流行もの。
サラサ
セリサの母親。コミカライズやゲーム本編では登場せず。
ワレサ
セリサの父親。
ジプ
声 - 真堂圭
デザドラドの現地観光案内をしている少年。2053年11月30日生まれ。11歳。身長145cm、体重50kg。自分たちを守ってくれているレッカたちを偏見なしで接する。現地の訛りで「お兄さん」を「おにさん」と呼んでいる。特技は空をみて方角が解ること。右耳にイヤリングを身に付けている。ターバンを取るとボリュームがあるくせっ毛が露になる。
デーツ
声 - たかはし智秋
デザドラド観光案内の女元締め。金髪褐色。コミカライズやゲーム本編に出ないオリジナルキャラクター。
サム
アズワンダムの管理責任者でジプの兄。2044年8月1日生まれ。身長190cm、体重78kg。特技はダムの整備と管理、苦手なものは寒さ。弟と同じイヤリングを身に付けている。
ランタ
守護大樹付近に住む少数民族テルル族の少年。
モルダ
テルル族の若き長。ハンレイたちファーストチームとは旧知の関係。
竜紋
声 - 稲田徹
金剛鳥人拳師範代で、ガイストクラッシャー・ファーストチームの1人。2034年9月15日生まれ。ボルカンとは元同僚で、地質学の権威。ハヤトとコハクの師にあたる人物。ガイストギア「エアロ・グリフォン」「ストーム・ガルーディア」を纏い戦った。自他共に厳しく接しており、複数の小型ガイストを殲滅させる技量を持つ。現在はオリンポリスにある守護大樹でバニシング・ゼウスの監視に当たっている。自身の死を偽装したのも真の敵を探るためであった。
リョクセン
声 - 園部好德
ガイストクラッシャー・ファーストチームの1人。2035年4月23日生まれ。遺伝子工学の権威でガイストギア「スパルタン・アレス」「ジオ・オロジャーグ」を纏い戦った。ボルカンの元同僚で、大きな体格に似合わず、自身が考案した超人式ウルトラトレーニングで常に体を鍛え上げ、俊敏な動きをする。竜紋と共にバニシング・ゼウスの監視に当たっている。
ダーナイト
声 - 浜田賢二
ガイストクラッシャー・ファーストチームの1人。2035年10月5日生まれ。ガイストギア「アストラル・アクリス」「ミラージュ・ユニコニア」を纏い戦った。天文学の権威で、占星術を使い昼間でも星の動きを察知し、数百もの新星を発見する。ボルカンの元同僚。現在は竜紋、リョクセンらと共に守護大樹からバニシング・ゼウスの監視に当たる。
ハンレイ・ガブロ
声 - 谷山紀章
ガイストクラッシャー・ファーストチームの1人。2034年8月8日生まれ。ブルーメシア出身。流体力学の権威で、ボルカンの元同僚。レッカが纏っている「フレイム・フェンリル」「バクエン・フェンリオン」の初代装着者でもある。当初は回想のみだったものの後にナイールにおいて旅人の姿でレッカたちを手助けしている。現在はボルカンと同様にガイストギアを纏えないものの、気功術を身に付けておりある程度の大型ガイスト相手でも立ち向かえる技術を習得している。世界平和という夢を持っているが、それは故郷が戦乱によって荒廃し親友を喪った過去からによるものである。
黒曜ホノカ
声 - 仙台エリ
イズナの姉。回想のみの登場で、弟のトラウマの原因のひとつ。ライトニング・ドラグーンの首飾りを身に付けていた。ボルカンにとっても彼女の行動がクラッシャーとして、また、GCG創設および行動規範の原点でもある。

## ガイスト
フレイム・フェンリル
自然属性：炎 武器属性：ブレイド〈炎狼剣〉種別：獣、狼
ガイメタル研究所時代から使用されているガイストギア。炎属性により耐火能力が高い。身体中の鋭い刃は岩石を真っ二つに寸断する威力を持つ。刃は高熱を帯び全てを焼き切る。
ウインド・ガルーダ
自然属性:風 武器属性:サイズ〈ガルーダフェザー〉種別：鳥
ブルーメシアに伝承される六つの羽を持つ神鳥型ガイスト。人に勇気と希望を与え、飛翔能力は音速を超えることができる。軽自動車と同等の重量。
テッコウ・リュウジン
自然属性：氷 武器属性:ランス 種別：竜
竜神池より目覚めたガイスト。口からG波の冷気を放出し、翼が無いにもかかわらず飛行することが可能。後にレッカ専用のガイメタルとして調整がなされる。地層の水脈を探し出し、地表面に噴出させる能力も持つ。ウェポンフォームの外見は装飾を施された剣に見えるが実は儀礼用の鉄鉾である。
オンミョウ・ヤタガラス
自然属性：炎 武器属性:ランス 種別：鳥
三本脚が特徴のガイスト。特徴的な長い嘴で、太陽を運んだという伝承がある。烏を祀る神社の御神木の洞から出現。飛翔能力を持ち、口からG波を含んだ衝撃波を繰り出すことができる。
アヤカシ・ナインテール
自然属性：炎 武器属性:ブレイド〈妖爪九尾〉 種別：獣 狐
ドスメーア・ファイルに記載されている中で最も凶暴なガイストの一体。9本の尾からG波の閃光を放つ。視界に映るものに反応し、その反対に身をかわす習性を持つ。メイルフォームは陰陽師や公家の装束に近く、また9本の尾もついている。ウェポンフォームはそのうち8つの尾と後ろ足が二振りの爪へ変化する。鉄鋼町のルインの主。
バーン・サラマンダー
自然属性：炎 武器属性：ブレイド 種別：蜥蜴
口から20,000度の火炎を吐いて攻撃する四大元素属性ガイストの一体。全身を炎に包まれていても溶解し燃え尽きることは無いという。巨大な口は獲物を丸呑みにし舌の先端は強固で弾丸のように飛ばすことができる。ウェポンフォームは曲刀の二刀流。
エナジー・シーサー
自然属性：炎 武器属性：ガン〈シーサーカノン〉 種別：獣 獅子
南国で出現されるガイスト。常に口を開けた者と閉じた者の二頭で行動していると思われていたが、単体で出現することも判明している。神を守護する者といわれる。
ガイア・オロチ
自然属性：地 武器属性：ブレイド〈オロチファング〉 種別：多頭蛇
八つの頭全てに独立した個別の意思と思考を持つガイスト。中心部のひとつにガイメタルが存在。下半身の円盤は回転、浮上しながら移動する。
ジャングル・キジムナー
自然属性：地 武器属性:ブレイド〈キジムナーソード〉 種別：巨人
美らの国に太古から住むガイストで、森を守る精霊とも樹木そのものともいわれる。周囲の植物を操作し、繁茂させる能力を持つ。ガイメタルには25,000年前の古代樹の表皮繊維質を含み、太陽光により瞳があるようにも見える。メイルフォームは特撮ヒーローの姿に近く、ウェポンフォームの技には弓矢へ変化させることで遠距離攻撃が可能なものがあり、2つの攻撃属性を持つ珍しいタイプである。
ブリザード・ユニコーン
自然属性：氷 武器属性：ガン〈ユニコーンボウ〉 種別：獣
大型ガイストの中でも小柄の部類に入る。優雅な容姿と鋭い一本角が特徴。走り去った後には猛吹雪を巻き起こし周囲の空気すら凍結させる。
ヘイル・フロスト
自然属性：氷 武器属性：ガン 種別：魔人
アイスガルドの民話で魂を死の国へ誘うとされるガイスト。左肩に氷のマンモスの頭部があり、それにも意思があるとされる。猛吹雪の戦闘では無類の強さを誇る。
ミスト・クー・シー
自然属性：地 武器属性：ガン 種別：獣 犬
見たものを不幸にするといわれるガイスト。背中に聳え立つものは羽根ではなく装飾物である。巨大な弓に変形する。緑と銀にて彩られている美的なガイスト。
フォーチュン・アルテミス
自然属性：風 武器属性：ガン 種別：獣 鹿
月光を集めG波に変換することができる、月を司る鹿の形のガイスト。ハッピー・サンタクロースと共振関係にある。各フォームには特徴的な牡鹿の角が付く。その光は仮令地獄の暗闇にいても放たれるといわれる。
ロード・バロン
声 - バロン山崎
自然属性：風 武器属性：ハンマー〈バロンウインドミル〉 種別：獣 ライオン
バロン諸島において伝承されているガイスト。出現当初は災厄を齎す存在だったが、とある魔術師によって浄化され至高の者となったという。口からG波の突風を吐き、尾の先端から風の針や打撃を繰り出す。メイルフォームはシルクハットを被った貴族風スタイルで、鬣が襟になっている。さらに全フォームにシルクハットが付いている。
アーク・フェニックス
自然属性：炎 武器属性：ランス〈炎槍不死鳥〉 種別：鳥
その血を飲むと不死になる伝説を持つガイスト。再生の象徴として祭られている。炎の力と生命力が強く、世紀末に出現するともいわれる。
エターナル・オーディーン
自然属性：氷 武器属性：ブレイド 種別：巨人
古のアイスガルドを地獄と化したとされる巨大ガイスト。両肩に愛馬スレイプニルの頭を持ち、その鬣には強力なG波を追尾する機能を持つ。レジェンドガイストに近い戦闘能力とされる。大きさは約20m以上。
ブラッディー・オーガ
声 - 二又一成
自然属性：地 武器属性：ランス〈オーガタスク〉 種別：巨人
知能は高いが人間に対して敵意を持つ獰猛な武器持ちのガイスト。サイファが鉄鋼町に持ち込んだもので他国原産。その姿は"憤怒"の象徴といわれる。メイルフォームは鬼面を装備する。
ミリオン・マンネン
自然属性：氷 武器属性：サイズ 種別：獣 海亀
巨大な海亀だが、性格は狂暴で動きは遅いが空中浮遊が可能。口からG波交じりの冷気を吐く。メイルフォームは甲羅が胸当てになり、ウェポンフォームは鰭を扇にしている。
スカル・バーゲスト
自然属性：雷 武器属性：ランス〈バーゲストブレイカー〉 種別：獣 犬
外皮を持たず核と骨格だけのガイスト。黒犬とも呼ばれ、死をもたらす犬として恐れられているが本当は温和で、特に子供が大好き。
ドリーム・バック
自然属性：地 武器属性：ガン 種別：獣 獏
曹劉孫共和国に伝承されているガイスト。人間の夢を食らうといわれる。脳神経にG波を浴びせ人間のポジティブ思考を反転させる。メイルフォームはパジャマ、ウェポンフォームは掃除機がモチーフ。
マジカル・ケット・シー
自然属性：風 武器属性：ハンマー 種別：獣 猫
魔法使いの衣装を纏った黒猫型ガイスト。猫の世界を知り尽くしている。尾の先端から防御型G波を放ち、引っ掻き攻撃や砂掛けなども繰り出す。メイルフォームは正に魔法使いである。
アラナミ・アカメザメ
自然属性：氷 武器属性：ハンマー 種別：巨大魚 サメ
シュモクザメ型ガイスト。『因幡の白兎』に登場する鰐のモチーフとされる。尾からG波を含んだ刃で攻撃し、ダイビングで体当たりを仕掛ける。メイルフォームはダイバーの格好に酷似しており、ゴーグルとシュノーケルを着け、背中にボンベを背負い、足鰭も装着する。
ライマスター・ライジン
自然属性：雷 武器属性：ガン 種別：巨人
雷神型ガイスト。雷雲に乗り、稲妻の閃光が眩しいのでサングラスを掛けている。肩には太鼓が付いている。メイルフォームは背中に輪に連なった太鼓を背負う。
カゼマスター・フウジン
自然属性：風 武器属性：ハンマー 種別：巨人
風神型ガイスト。雨雲に座っている。豪腕での突っ張りや旋風は脅威である。ほこりが目に入るのでゴーグルをしている。メディアによって登場経緯が異なる。
ヴァイス・リヴァイアサン
自然属性：氷 武器属性：サイズ 種別：巨大魚
鰭が刃になっていて、空を回遊し、額から氷の礫を発する。とても大食漢のガイスト。
ハッピー・サンタクロース
自然属性：氷 武器属性：ガン 種別：巨人
ノーザンランドに住み、クリスマスになるとプレゼントを配って回るといわれるガイスト。フォーチュン・アルテミスとは共振関係にある。ウェポンフォームは巨大クラッカーとクリスマスツリーの融合である。その外見に反して火力は侮れない。
ツンドラ・アスタルテ
自然属性：氷 武器属性：ハンマー 種別：獣 牛
牛の形のおとなしいガイスト。ただし背中の氷に触れることは逆鱗に触れることになる。溶けない氷を纏うために南国では神として扱われる。
バイト・アシペンサー
自然属性：氷 武器属性：ブレイド 種別：巨大魚 鮫
歯が常に振動し、航行中の船舶を襲い食い千切る獰猛なガイスト。ウェポンフォームでは両端に刃のついた大剣となる。
ウォー・ヨルムンガンド
自然属性：氷 武器属性：ブレイド 種別：獣 鰐
生まれてすぐに海に捨てられたために後ろ足は退化し、体の後半分がドリルのようになっている。海と大地を転覆させる力を持つという。
ギガント・ベヒーモス
自然属性：炎 武器属性：ハンマー 種別：獣 猪
一直線に行動する猪突猛進型の大型ガイスト。牙にG波をため込む器官がある。体内の熱量で山火事になることがしばしばある。各フォームには特徴的な牙が付いている。
ビート・フラウロス
自然属性：地 武器属性：ハンマー 種別：獣 豹
音楽を好む動物型ガイスト。ウェポンフォームは巨大なギターである。音色を聞くのを邪魔するものには容赦せず、俊足で追い詰め爪の一撃を食らわせる。
カンフー・ソンゴクウ
自然属性：炎 武器属性：ランス 種別：巨人
曹劉孫共和国に伝承される猿型ガイスト。移動時には雲を呼び、トンファーで叩きのめす。しかし、これが真の姿ではない。
コマンダー・ラタトスク
自然属性：風 武器属性:ブレイド 種別:巨人
栗鼠型の頭脳が木の実型支援機に乗った形の異形の大型ガイスト。森を守ると言われているものの団栗がなる木しか守らない。移動速度が速い。ウェポンフォーム時は細身の双剣となる。
ポップン・アルミラージ
自然属性：雷 武器属性：ブレイド 種別：兎
一本角を生やした兎型ガイスト。静電気により宙に浮いている。外見に反して家畜を喰らう事例がある。プロミネンス・ラーの対抗策によりレッカが装着する。
グラトニー・セベク
自然属性：雷 武器属性：ガン 種別：鰐
貪欲の名を持つワニ型ガイスト。飲み込んだ物体を超圧縮させる性質を持つ。後にプロミネンス・ラーの対抗策としてクラマが装着する。
モラモラ・ウンディーネ
自然属性：氷 武器属性：ハンマー 種別：巨大魚 マンボウ
四大精霊ガイストの一体。冷気を吸収すると際限なく巨大化するものの、気温が高いと金魚サイズになる。自身に意思はなく、移動は他人の意思の流れに沿う。ウェポンフォームでは巨大マンボウが先端に付いている。
ジャスティス・スプリガン
自然属性：風 武器属性：ハンマー 種別：妖精 クリオネ
アークランドの海中に住む。空中でも生息可能でその舞い踊る様子は妖精とも呼ばれる。
マキシマム・タウロス
自然属性：地 武器属性：ハンマー 種別：巨人
迷宮に封印されたとされる巨人型ガイスト。性格自体も狂暴の部類に入る。各フォームには特徴的な角がついている。
ハリケーン・ジン
自然属性：風 武器属性：ハンマー 種別：巨人
デザドラドの象徴と言うべきガイスト。ランプから現れ人間に三つの願いを叶えるというが、過ぎた願いには制裁を加えるとも言われる。基本的には明るく友好的。
ロック・アビス
自然属性：地 武器属性：サイズ 種別：獣 牛
岩山と一体化した牛型ガイスト。
ルナティック・ザントマン
自然属性：地 武器属性：ハンマー 種別：巨人
人々に眠りをもたらす巨人型ガイスト。腕と脚の袋に砂が詰まっており、起きている人がいる限り尽きることはない。
ダーク・デュラハン
自然属性：雷 武器属性：ランス〈黒槍デュランダル〉 種別：戦車
両腕が槍に、下半身が騎馬戦車になっている二輪走行型ガイスト。人々に災いをもたらすガイストといわれている。頭部は背中に付いている。
セイント・エレオレス
自然属性：雷 武器属性：ランス 種別：戦車
ダーク・デュラハンとは正反対の戦車型ガイストであるが進化型ガイストではない。複数が出現したことで大型ガイストは単体ではないことが証明された。
グランド・スフィンクス
自然属性：地 武器属性：ガン 種別：巨人
財宝を守護するガイスト。口から土煙を吐く。ウェポンフォームは長方形になっている。
ジャッジメント・アヌビス
自然属性：炎 武器属性：ランス 種別：獣 犬
グランド・スフィンクスと同様にプロミネンス・ラーを守護するジャッカル型ガイスト。後脚の目で金縛りを使う。
プロミネンス・ラー
自然属性：風 武器属性：ブレイド 種別：鳥 隼
デザドラドの「ルインの主」。昼は現世、夜は冥界で活動する。G波は太陽光線に酷似し、人間を熱中症にさせる。
イビル・イフリート
自然属性：炎 武器属性：サイズ 種別：巨人
悪魔と恐れられるガイスト。背中の突起は余剰熱を逃がすための物とされる。性格は狂暴の部類に入る。ウェポンフォームは両刃の鎌になる。
デス・ルシファー
自然属性：雷 武器属性：サイズ 種別：魔人
山羊の頭部を持つ巨人ガイスト。胡座をかきながらも強力なG波で宙に浮く。
セラフィック・カラドリオス
自然属性：雷 武器属性：サイズ 種別：鳥
ガイメタルの純度が高い鳥型ガイスト。全身が略銀色で羽は魔除けになると言われる。
ハングオン・ケートス
自然属性：炎 武器属性：ガン 種別：タツノオトシゴ
元々は海上で活動していたが、地上に進出し移動できるように進化した。搭載している特殊な内燃機関は現在でも解明できていない。オリンポリスの王女を生け贄とした伝説が残されている。ウェポンフォームはバイク型で乗り込んで扱う。
キャリバー・カプリコン
自然属性：地 武器属性：ブレイド 種別：獣 山羊
磨羯と呼ばれる山羊型ガイスト。四肢に刃を持ち、その刃を持ち帰った者は成人と認められる習わしがあったとされる。
サイコ・ヴァサーゴ
自然属性：氷 武器属性：サイズ 種別：合成獣
鳥と蜥蜴を組み合わせたガイスト。1日4時間しか活動しない。
バーバリアン・ヒュドラ
自然属性：氷 武器属性：サイズ 種別：多頭蛇

プリズン・ケルベロス
自然属性：地 武器属性：サイズ 種別：多頭犬

セイバー・ペガサス
自然属性：雷 武器属性：サイズ 種別：天馬

キングダム・ナイトメア
自然属性：炎 武器属性：ランス 種別：獣 馬
古代王国が滅亡した日に王が見た夢から現れたとされるガイスト。体内を巡るパイプには高温の炎が燃え盛っている。G波を位相反転させ、誰にも気付かれずに行動が可能。ハルシネーションパルスで相手に実体感がある幻覚を見せる。
クリムゾン・アポロン
自然属性：炎 武器属性：ガン 種別：蜥蜴

タイラント・ポセイドン
自然属性：氷 武器属性：ランス 種別：巨大魚

ソニック・ヘルメス
自然属性：風 武器属性：サイズ 種別：鳥
最速と言わしめる鳥型ガイスト。動くものに反応する習性を持つ。鶏が飛べると古代から言われ続けた原因。ウェポンフォームは2つの両刃鎌を柄の端でつないだ形。
バニシング・ゼウス
自然属性：雷 武器属性：ランス 種別：全能神
近年最初に現れた大型ガイスト。「ゼウス事件」の元凶で、初回推定20万GVもの数値を持ち、数多くの命を奪う。上半身は人間型、下半身は巨大な鳥形をしている。性格はクールな部類にはいる。
ムーンライト・ツクヨミ
声 - 榊原良子
自然属性:地 武器属性：サイズ 種別：化神
古の大国「ヤマト」に伝承されたヤマトガイストの一体。月と夜と海を司る。上半身は鎧を纏った巫女だが、下半身は逆向きの鹿で有視界に死角はない。基本的に人の世とは関わらず危害を加えない。ゲーム本編にはフリーミッション終盤で登場するが、実力が伴わなければ瞬殺される。また、ファントム・イザナミとは共振関係にある。常に鏡を両手に持ち、そこから発するG波は月の波動と酷似するという。
ファントム・イザナミ
自然属性：氷 武器属性：サイズ 種別：化神
ヤマトガイストの一体。上半身は天女だが、口元は骨が剥き出しで全身は他のガイストの特徴の原型を備え「全てのガイストの始祖」とも呼ばれる。エンシェント・イザナギと共にヒノモトの地を創った創生神とされ、ムーンライト・ツクヨミとは共振関係にある。現世と冥界の相互通行も可能らしい。
ブルータル・スサノオ
自然属性：雷 武器属性：ブレイド 種別：化神
世に争いを生み出した神とされるヤマトガイスト。二振りの剣を手を使わずG波で操る。武人の誇りを持ち、認めた相手には敬意を表して勝負する。
ライジング・アマテラス
自然属性：炎 武器属性：ガン 種別：化神
太陽の化身とされるヤマトガイストの一体。次元移動能力を持つとされ、ある時は世界の破滅後、ある時は世界の再生後出現するという。そのG波の波形は太陽中心のものと同一という。
エンシェント・イザナギ
自然属性：風 武器属性：サイズ 種別：化神
イザナミと共にヒノモトの地を生み出したとされるヤマトガイストの一体。ヒノモト創世後、地底に去ったといわれる。両足の竜は各々が個別に意思を持つ。
スパーク・洸・キリン
自然属性：雷 武器属性：サイズ 種別：麒麟
レジェンドガイストの一体。曹劉孫共和国の伝説に登場する「聖獣ガイスト」の一体でもある。人の叡智よりも高く、警告を与えるとされる。また、その速さは視界にすら入らない。聖獣ガイストの長。
グレイス・凍・ビャッコ
自然属性：氷 武器属性：ブレイド 種別：獣 虎
西方を守護する聖獣ガイストの一体。四肢と背、尾部に巨大な刃を持つ。
マッハ・迅・セイリュウ
自然属性：風 武器属性：ガン 種別：竜
東方を守護する聖獣ガイストの一体。身体を自在に気化させる能力を持つ。自らを風と一体化することもできる。
コロナ・焰・スザク
自然属性：炎 武器属性：ランス 種別：鳥
南方を守護する聖獣ガイストの一体。翼の大半にG波製の羽根を持ち、それが尽きることは無いといわれる。
アース・魁・ゲンブ
自然属性：地 武器属性：ハンマー 種別：亀
北方を守護する聖獣ガイストの一体。甲羅に火山を持ち、激怒すると噴火させるという。さらに強力な自己再生能力も持つ。ゲームコンテスト優秀作。
ライトニング・ドラグーン
自然属性：雷 武器属性：ランス〈ドラグーンスピア〉 種別：竜
黒竜型ガイスト。気性が荒く、雄叫びを上げ雷雲を操る。巨大な尾の先端で獲物を突き刺す。
パラディン・ヘラクレス
自然属性：雷 武器属性：ハンマー 種別：カブトムシ
清らかな心を持ち、貧しき者の味方から、聖騎士の象徴といわれる。角の強度はダイヤモンドを上回る。
ギザ・アビオス
自然属性：地 武器属性：サイズ 種別：獣 牛
ピラミッドの胴体を持つロック・アビスの進化型ガイスト。その内部にピラミッドパワーを増幅される機能をもつ。
サイクロン・グリフォロス
自然属性：風 武器属性：ランス 種別：合成獣
エアロ・グリフォンの進化系ガイスト。体色が青へ、頭部が獅子になり、翼も変化している。前期オープニングでは一番手として登場。
エアロ・グリフォン
自然属性：風 武器属性：ランス 種別：合成獣 グリフォン
プロペラと補助翼を持つエンジンナセルの付いた両翼を備えたガイスト。幼少時のハヤトを襲い重傷を負わせた。頭部は鳥、胴体は獅子の形状に似る。
アミドラル・エーギル
自然属性：雷 武器属性：ランス 種別：巨大魚 カジキ
人々の欲望から生まれたガイスト。沈没船から財宝を奪い、海溝深くの巣へ運び黄金の宮殿を作るという。
アストラル・アクリス
自然属性：氷 武器属性：ハンマー〈アクリスメイス〉 種別：獣 トナカイ

スパルタン・アレス
自然属性：地 武器属性：ランス 種別：獣 犬

エンペラー・ワイバーン
自然属性：炎 武器属性：ブレイド 種別：飛龍
アステカ・ククルカン
自然属性：風 武器属性：ブレイド 種別：龍
スカーレッド・ウロボロス
バイパー・ニーズヘッグ
ギゴショク・ウォン・ロン
バクエン・フェンリオン
自然属性：炎 武器属性：ブレイド〈王狼剣〉種別：獣 狼
ストーム・ガルーディア
ジオ・オロジャーグ
ミラージュ・ユニコニア
プラズマ・ドラゲイザー
プラチナ・フェンリオン
プラチナ・ガルーディア
プラチナ・オロジャーグ
プラチナ・ユニコニア
プラチナ・ドラゲイザー
ブラック・フェンリル
ブラック・ガルーダ
ブラック・オロチ
ブラック・ユニコーン
ブラック・ドラグーン
爆龍・ワイバーン
爆龍・ククルカン
爆龍・ウロボロス
爆龍・ニーズヘッグ
爆龍・ウォンロン
カオス
自然属性：五属性全て 武器属性：- 種別：-
フラウ
花の萼に似た小型ガイスト。G波光弾を発する。5属性に分かれており、氷属性の場合アイス・フラウと呼称する。
ピクル
フラウの上位種。子房に相当する部分に無数の突起がついている。
ゾール
フラウの亜種。発芽した種子に酷似する。
ヘッダー
鳥の頭部に酷似したガイスト。全身を回転させ体当たりをし、無数の光弾を繰り出す。
グレイ
気象衛星に酷似したガイスト。G波を収束させた拡散光弾とビームはガイストギアに大ダメージを与える。
ゴミュー
下半身が無い兵士に酷似した中型ガイスト。炎属性の場合はファイア・ゴミューと呼称する。
ゴヌー
ゴミューの亜種である兵士型ガイスト。
ゴクシー
ゴヌーの上位主。頭頂部と両腕がドリル状になり、それらを遠距離に飛ばす。
ゴミクロン
ゴミューの上位種。頭部に機関砲を装備する。背面攻撃を行うずる賢い性格。
ホイラー
ドリル戦車に酷似した中型ガイスト。
クレイ
粘土人形に似た中型ガイスト。怪力で襲いかかる。地属性の場合ストーン・クレイと呼称する。
ドール
クレイの上位種。鎧を纏っている。
コッキー
全身にピンスパイクを持った小型ガイスト。身体を丸め、体当たりを繰り出す。
タートス
アルマジロのような体躯。背中に弩弓を備え、手足を引っ込めて関節にある車輪で移動する。
ゴリライ
ゴリラの形状をしたガイスト。G波光球を放ち、格闘技を繰り出す。
デイノス
牛と恐竜を合成したガイスト。突進で翻弄させる。
コラボ系
ジェット・マサムネ
自然属性：雷 武器属性：ブレイド 種別：竜
ヒノモトの歴史に存在する武将の名を冠する鎧を纏った隻眼のガイスト。翼と足部の爪が刀剣状になっているのが特徴。大胆不敵な性格で、異国の情報に精通している。同社のゲーム『戦国BASARA4』とのコラボとして登場。
ハンター・ガイレウス
自然属性：炎 武器属性：ブレイド 種別：竜
宇宙から飛来した隕石から採取されたGNAをサンプリングスキャンで解析して生まれたガイスト。同社のゲーム『モンスターハンター4』とのコラボとして登場。外見は硬質的なデザインにアレンジされたリオレウス。メイルフォームも剣士用防具のレウスシリーズをアレンジしたものになっている。
ビクトリー・V龍
自然属性：地 武器属性：ハンマー 種別：竜
『Vジャンプ』とのコラボとして登場。Vにこだわり、Vサインを忘れずにいる。Vが体のどこかに付いている。発見されて20年という歴史の浅いガイスト。発見当時の体色は緑色だったが、現在の体色は赤紫系。デザインは鳥山明。
サイキョー・ファラオン
自然属性：炎 武器属性：ガン 種別：魔人
『最強ジャンプ』とのコラボとして登場。常に「最強」にこだわる。冠を被り炎のような鬣とグローブ、ボクサートランクスと星のバックルのベルトを身に着けている。ウェポンフォーム時はグローブを付けた巨大な銃からミサイルを発射する。デザインは尾田栄一郎。

## 用語
ガイストクラッシャー
本作のタイトルであり、ガイメタル製の鎧“ガイストギア”を纏った「ガイストを破壊する者」の意味。GCG戦闘班の一部隊に属し、以前は数名在籍していたが、現在まで判明しているのはレッカを除き他4人しかいない。誰しもなれる訳ではなく、国家公務員以上の試験に合格した上に、それ相応の「命懸けの覚悟」と潜在的に強力なG波がなければなれない。ボルカンも元々はクラッシャーの一人である。
ガイメタル
神話層と呼ばれる地下50,000メートルの地層から発見された、莫大な高純度エネルギーを持つ鉱物。鉄鋼町では鉄鋼湾の海底で15年前に発見された。特定の外的刺激を受けることで金属生命体に変化する性質を持つ。ガイストの核でもあり、ガイストクラッシャーがこれを回収後、GCG科学班によって徹底的に分析され、高純度錬成とガイフォンへのG共鳴シンクロ作業を経てガイストギアが作られる。属性ごとに色で5つに分けられる。小型ガイストでも同様に回収される。
G波
あらゆる生命体が発する波長。人間が発するのは平均30から50GVと微弱であるが、ガイストのG波は非常に強力で、集中させると属性を帯びたバリアを発生させることがあり、この場合メイルフォームでの攻撃ダメージは皆無である。刺激を受けた動物は強く発する事例がある。ガイストギアの適合者ではない者が浴びるとガイメタル結晶体に覆われてしまう。
GCG
「ガイスト・クラッシャー・ギャリソン」の略。年齢や性別、国籍を問わず、優秀な人材が集められ、ありとあらゆるスペシャリストたちで構成される超国家ガイスト対策組織。本部にいるレッカ以外の職員約百名は全員一流の大学を卒業している。ガイメタル研究所を母体とするが、3年前にサイファに操られた大量のガイスト群に襲撃された後、性格面や自分の生命に関わる内容分を含めた契約書が付くなど規約の制約内容が厳しくなり、学業に支障がある場合は解雇する規定も入っている。
GCGベース
GCG本部の名称。ガイメタル研究所を改装したもので、当時は道路が通っていた。表面上は海上に浮かぶ巨大な採掘施設だが、建物自体が遠距離移動が可能な対ガイスト用飛行揚陸艦でもある。常にバージョンアップを繰返し、無数の小型ガイストの攻撃を防ぎ、ステルス機能も備える。しかし、暗黒島突入の際に大破する。
ドスメーア・ファイル
過去研究で蓄積された、ガイストの種別資料。状況によってこれを検索照合し候補を挙げられる。表示されているのはそれらを示したアイコンである。元々はルミネラが研究論文としていたものをドスメーアが興味を示し応用したもの。ゲーム本編では当人がイレイザー事件の首謀者だったことから、後に新種が出現した際はガイストファイルと呼称される別項目に登録される。
ガイフォン
ガイストクラッシャーになるのに必要な携帯通信端末。GCG隊員証の役目も兼ねる。ガイメタルをセットすることでアプリが起動しスキャニングカメラが周回、メタルの情報を読み取り解析、それを元に対応したガイストギアが装着される。メイルフォームとウェポンフォームを自在に換装。頑丈な作りで水にも強く、アプリによってのカスタマイズや応用も可能。100GV以下のガイストを探知する機能もあり、さんごの物はセンサー機能が強化されている。しかし、強力なG波環境下では通信ができず、探索もできない。GPS機能も持ち、デジタルカメラとしても使われ長辺を軸に展開することができる。
G共鳴
ガイメタルと人間のG波が共鳴する現象。ガイスト同士でも起き、この場合は「共振」と呼ばれる。
ガイストオン
ガイフォンにガイメタルをセットする時のかけ声。あるいはそれによるガイストギア装着のこと。ディスプレイ画面上の表示がメディア毎に異なる。
ガイストオフ
激しいダメージなどによりG共鳴が低下しガイストギアが解除されること。あるいはガイフォン操作で行うギアの任意解除のこと。
ガイストギア
ガイメタルが結晶化し、特殊なアンダーアーマーとそれを覆う装甲などになったもの。装着すると歩行や跳躍力などの身体能力が向上し、仮に転倒したとしてもダメージはない。しかし、能力向上そのものは人間の数倍程度であり、厳しい環境下では属性効果で負ったダメージを覆せない場合もある。
メイルフォーム
ガイストクラッシャーおよびガイストギアの基本形態。相対効果によっては強力な防御能力を発揮するが、相剋効果においてはダメージが増大し、動きが制限されることもある。ガイフォンは左腰に装着されている。
ウェポンフォーム
メイルフォームではダメージを受け付けないガイストにダメージを与えるための攻撃形態。通常はアンダーアーマーの全身にあるエネルギーターミナルが発光し、身の丈以上の武器を携えており、戦闘能力は増大する。その反面、スーツが剥き出しとなり防御能力は半分以下になる。各々ブレイド、ガン、ハンマー、サイズ、ランスの武器相対属性が付けられている。ガイフォンはメイルフォームと同様左腰に装着されている。戦況によっては再びメイルフォームへと移行し、戦闘継続することも可能。名称には自然属性と神獣の名前が混ざっている。
エクストリームフォーム
ガイストギアの最終形態。制御が難しく、100,000GV以上のG共鳴を10秒以上維持することで可能となる。ハヤトの言葉を借りるなら「とっても強いけど危険な奥の手」。その姿は本来のガイストに近く、戦闘能力も格段に高い。メイルフォームとウェポンフォームは力を限定的に制御しているが、こちらの場合はギアに残る眠れる野生をも完全に引き出しており、未熟な者が行えばその力に飲まれてしまい、解除できずに装着者自身がガイスト化する危険性がある。そのことからGCG所長の許可が下りなければ使用できず、また使用後の疲労が激しく体調が万全でなくても同様。一方でガイストギア本体のダメージをG波で回復する作用があり、GCG結成当初は禁断の形態として科学者陣のごく一部の者しか知らされていなかった。
ソウルガイスト
持ち主の力を認めた加工済ガイメタルが動物型に変形した滅多にない形態。その一部は本来の形状と特性に違いが生じ、この状態でも自己の意思を持っている。
金剛鳥人拳
ヒノモト古来より伝わる象形拳法。鳥の動きを源流にし、そのほとんどに「黄金」「金剛」の名称を冠する。ハヤトは自身のガイストアーツ全てにこの名と技を使用する。
アリス
GCGが所有する、陸海空で活動可能な万能飛行艇。4基のジェットファンで現場に急行し、着陸時には折り畳んだファンが車輪になって走行し、気密性が高く海中潜航も可能。光学迷彩で周囲に溶け込むステルスモードや人的索敵レーダーなどの機能も持っている。ガイメタル研究所創設時代から使用されている。GCGベースにはカラーリングが異なる機体が数機配備されている。ただし、ゼウス事件には赤いウェンディ、ガイメタル研究所の裏セクションに灰褐色の同型が確認される。
ラビ
さんごと共に行動する小型の自立型ナビゲーションロボ。瞳に遠距離カメラを内蔵し、本部に情報を転送する。アリスの頭脳でもあることから自動操縦も可能で、さらに腕には鋏などのツールも備えられており、加えて脚部を畳んで自力で飛行することも可能。観測限界数値を超えたG波やウイルスを受信すると機能停止してしまう。愛らしい外見の一方で玩具扱いされると怒る。
アリエル
ライトグリーンの機体色の小型飛行艇でアリスの同型機。R装備により吹雪などの悪天候でも移動可能。ラビのようなナビゲーターロボはいないが、オートパイロットモードを実装している。テレビシリーズでの活躍がアリスと並んで多くなり後期オープニングにも登場する。
バレットレイン
GCGが所有する移動装備。内部に戦闘班員を6人乗せて本部から射出する、逆噴射が可能な巨大な弾丸。装甲と構造は頑強でガイストに体当たりする手荒い戦術も可能。飛行形態のGCGベースからは司令室の陀輪部分から操作され先端部から撃ち出される。撤収時はアリスに懸架されGCGベースまで運ばれる。乗り心地は史上最悪。隊員は全員搭乗して訓練を受ける義務がある。二基確認されているが、本来の目的以外の用途にも活用される。
エアドライバー
GCGが所有する一人乗りの量産型長距離グライダー。移動時間も数千kmならいち早く到達可能で体重が軽い者なら複数乗せられる。また、風属性ウェポンフォームの双剣を使用したガイストアーツの名称でもある。
バトルフィールド
都市全域に張り巡らされている対ガイスト用バリケード。タイプFは平行遮蔽壁、タイプCはドーム状隔壁である。
弾丸メトロライナー
GCGが所有する特殊装甲車両。GCGベース地下から出動する。列車だけに落盤などには弱い。ライフラインが整っている鉄鋼町にしか備わっていない。
読書用ゴーグル
GCGの備品。ユビキタス機能を持つオンライン辞書内蔵の眼鏡で、分からない言葉をすぐに検索でき、視力低下を防ぐ機能もある。見た目はガリ勉風の瓶底メガネ。
ガイメタル研究所襲撃事件
本編より3年前に起きた大量の小型ガイスト襲撃事件。「ガイストクラッシャー・ファーストチーム」が諸事情で解散した後に起きた事件で、これによりガイメタル研究所の職員の約半数が死傷、または行方不明に。研究所はそれらを契機に再編されGCGとなるが、旧職員たちにとっては「忌まわしき惨劇」である。
世界
劇中の世界は現実のものとは違い歴史上の名称や人物名は同一だが、国の名称や版図および陸地の大きさは異なっている。
鉄鋼町
本作の舞台のひとつ。ヒノモトと呼ばれる国家にある、レッカが生まれ育った町。都会的だがビルの屋上は緑化されており、自然や古い寺社など伝承された史跡が多数残っている。10年間の観測において最もガイストが出現する確率が高い地域で、それに対応する防御施設も他の地より設備は整えられているものの、完全に攻撃が防げるとは言えない。
しろめし屋
レッカの実家である弁当屋。名物は「爆盛り弁当」。デリバリーサービスも行っている。あることがきっかけでGCGの昼食御用達になった。仕事の関係上、イベントや年末年始などは繁忙期となるため、家族は年中行事を本格的にしたことがない。『ゴッド』においてレッカの口から創業した経緯を周囲に語っている。
アイスガルド
鉄鋼町より北東に4,000キロ離れた雪と氷に覆われた国。最もガイストが出現する確率が高い地域の一つ。人間が住める北方限界地で、夏が短く、冬が長い。G波を帯びた特有の雪が、ガイストの予測出現を遅らせる。このために新型G波測定装置の最初の設置場所となった。平地が極端に少なく、凍結した山々と洞窟が多い。年間平均気温が氷点下15度から30度と低く。台風並みの猛吹雪が吹きすさぶ。
スノーブルク
アイスガルドの首都。人口約百万人。
ノザン村
アイスガルド北方の村。セリサの故郷。
ノザン村雪祭り
年に一度行われる祭典。世界各地から観光客が押し寄せる。元々はエターナル・オーディーン率いるガイストの群れから逃れるために仮装したことが起源になっている。それ自体は木の皮や植物の蔓などを材料にしているが、それらがG波を絶ち切る性質を有していると科学的に確認され遮断アプリが開発された。
ストーンサークル
アイスガルド西部にある古代遺跡。幽霊に纏わる話が数多く聞かれる。実際は10,000GVものG波によって起動するタイムトンネル。
グラン・クレバス
アイスガルド最大級のクレバス。G波を含む吹雪に対処するために、1年前に（旧型）G波測定装置を設置に行ったGCGアイスガルド支部が職員総出で国内に設置作業を行っていた際に立ち寄った、ここで職員はガイストに襲撃を受け、出向していたシレンを除き、正規職員は支部長以下全員が被害に遭った。シレンにとっては忸怩たる思いを残す場所である。
デザドラド
ガイストの出現が多発しやすい4つの地域の一つであり、広大な熱砂を特徴とする観光国。古代の旧跡が点在し、一部は都会的な佇まいのものもあるが、ガイストの出現で観光客は激減している。新型G波測定装置の第二の設置地点となった。地表面から多くのガイメタルが産出されている。
ナイール
デザドラドでも比較的都会化がなされている町。オアシスジュースが名物。
レインボー・オアシス
デザドラドにあるオアシスのひとつで保養所として整備されている。美肌水など七種類の効能の違う水が涌き出ており、医者が匙を投げるほどの患者すら癒してしまう。
オリンポリス
最初にルインが発生し、「ゼウス事件」が起こった場所。初代ガイストクラッシャー初陣の地でもある。火山付近には多くの大型ガイストが導かれるかの如く引き寄せられる。
月光山
金剛鳥人拳総本山。ハヤトとコハクの生まれ故郷でもある
イレイザー
ガイストを超活性化させ世界支配を目指す新政府組織。中央大海バーミュー海沖にある岩が隆起した暗黒島に聳えるルインを本拠地にする。構成員のほとんどが元ガイメタル研究所職員で構成されている。
サモンブレス
イレイザーの幹部たちが右腕に身につけている腕輪。G波を断続的に位相反転させ、ガイストを人為的に操る能力を持つものの、強力なG波では破損することもある。ただし、Ωの物はそれらのデータを基にした強力な改良型である。
サモンクラウン
イレイザー幹部が頭部に身につけている突起状の髪飾り、サモンブレスと併用しガイストを操る一方で、幹部の疑念を排除し服従させる機能も秘匿として備えられていた。
ジャックポッド
イレイザーが所有する量産型移動機械。G波を遮断するステルス機能があるが、周囲の動植物のものも断ち切るので、発見されやすい。多面体の部分は分離可能。
G共鳴発生装置
Ωが開発したG波を増幅させるバリアフィールド発生装置。特殊アンテナを飛ばし、武器やガイストアーツも効かない結界を生み出し、内部のG波を増幅させルインを人為的に引き上げるための物。内部で活動するガイストの能力や性能も向上強化させる副次効果を持つ。メディアによって大小サイズが異なっている。
ガイスト
地球上に出現する謎に満ちた金属生命体。その形状、サイズも様々で、神話に登場する生物のモチーフになったとも考えられている。どの個体も特殊な波動「G波」を発した超活性ガイメタルが30,000GV（ガイボルト）以上の数値で出現、数字の桁が多いほど強力。動物に近い知能と習性、破壊衝動で行動し、通常の近代兵器が全く通用せず、同じガイストか、ガイストギアを身に纏ったガイストクラッシャーによる直接攻撃「ガイストアーツ」のみダメージを与えられる。回収することで新たなギアが制作されるのでこれを収集するのがクラッシャーの任務のひとつでもある。炎、氷、地、雷、風の五属性相対効果が確認されているが、空を飛ぶ者が必ずしも風属性ではないこともあり、属性とガイスト自体の能力が一致しない。日食が訪れた区域は超活性の数値が高くなり、現れやすい。ここ1年もの間、一体も出現することは無かったが、鉄鋼町でテッコウ・リュウジンが出現して以降再び現れ始めている。これらより特異な存在もいるらしい。
クラッシュ
ガイストの肉体を完全破壊して元のガイメタルに戻すこと。この時に回収し、ガイストギアを調製する。
クラッシュメタル
ダメージを与えられて露出したガイストの心臓部。ガイストの本体あるいは核ともいうべきもの。この剥き出しの状態を「クラッシュチャンス」と呼ぶ。しかし、これを破壊しない限りは時間が経つにつれ無限に肉体が再生し、最悪の場合は地中へ潜航する。中にはメタルが内包されており、これを破壊し回収するのはガイストクラッシャーの義務である。
ルイン
究極活性化したガイメタルが極度に生長した巨大な塊。強力なガイストの巣、または要塞と呼ばれる。周辺のビルや道路などにガイメタル結晶体が生まれ、内部は門番を勤める大型ガイストや強力なエネルギーを貯めており、一つ間違えれば町を消滅させる危険性がある。また、ガイストがそれを吸収し、G波の力が増す場合もある。大元である主が破壊されない限り無限に大きくなり、マイクロ活性化した無数の小型ガイストが絶えず生み出されるが、根源そのものがクラッシュされると同時に自然崩壊する。本来は遺跡の意味だが、災いの原因の意味を込めてドスメーアが命名した。
ルインの主
究極活性化したガイメタルを持つガイストのことを示す言葉。レジェンドガイスト級の戦闘力やGVをも内包する。確認されているのはアヤカシ・ナインテールとエターナル・オーディーン、プロミネンス・ラー、バニシング・ゼウスそしてカオスである。
レジェンドガイスト
ドスメーア・ファイルの通常の記述内容とは別に記載された伝説のガイストの総称。その多くは過去数十年以上目撃されることもなく、伝承などでしか確認されたことがない者たち。G波の数値はほとんどが20,000,000GV持ちである。特異な能力を持っており、現代科学を駆使しても察知されずに行動する行為は造作もない。
ヤマトガイスト
太古の国「ヤマト」の伝承に現れたとされるレジェンドガイストの総称。全て10,000,000GVもの計測限界数値を叩き出している。体表のどこかに、漢字が確認できる。
聖獣ガイスト
曹劉孫共和国に伝承されているレジェンドガイストの総称。世界の東西南北と中央を守護するとされる。一方でその名を冠していながら神々と敵対する伝承が多数ある。
五大龍ガイスト
太古の昔、人心や世が乱れた時に姿を現し、世界を一週間で滅ぼしかけた伝承を持つレジェンドガイストの総称。
オペレーション・ゼウス
イレイザーが最終目的にする計画。
アズワンダム
ナイールより北東に位置する唯一の水源地。イレイザーの目的はメディアごとに異なる。
ダダのピラミッド
ナイールより南東部に位置する最大級のピラミッド。地下10,000m深くにルインが存在する。
G波遮断フィールド発生装置
マグネスによって開発したルインのG波を抑制する装置。アルーミの技術も応用しているものの、小型化できず超重量から輸送も不便であるが、GCGにとっては切り札のひとつになった。
ウェンディ
アリスタイプの赤い万能飛行艇。ガイメタル研究所時代に「ゼウス事件」で使用されるも大破する。
オペレーション・カオス
カオス復活計画を指す言葉。メディアによって経緯が異なる。
暗黒島
最初のルイン発見から数年後に見つかったとされる島。全体がガイメタルで構成され、姿やG波が漏れ出さないように光学迷彩や遮断フィールドで隠されていた。イレイザーの本拠地であり、カオスの眠る地でもある。
アルファガイスト
アルファ因子と呼ばれるGNA（ガイストの遺伝子）を持ったガイストの総称。通常のガイストたちとは属性が異なり色も違う。ただし、戦闘力は高い。
プラチナガイスト
フェンリオン、ガルーディア、オロジャーグ、ユニコニア、ドラゲイザーに酷似した白金色のガイスト群の総称。通常の進化系ガイストたちよりも防御力が高い。
ブラックガイスト
フェンリル、ガルーダ、オロチ、ユニコーン、ドラグーンに酷似した漆黒のガイスト群の総称。暗黒島のルインの影響で通常のガイストが黒く変色した。そのためレジェンドガイストではなく、新たに現れた新種である理由から詳細は不明。全て攻撃力が通常ガイストたちよりも高い。
爆龍ガイスト
　五大龍ガイストに酷似した龍型ガイストの総称。見た目が太陽や黄金の如くきらびやかだが、能力はけた違いに高い。

## 漫画
田中靖規作画、監修・協力 カプコンの漫画作品『最強ジャンプ』2013年5月号から2015年5月号まで連載。他のメディアより先行しているが、登場人物などは限定されている。劇中後半は『ゴッド』編と併用し独自の展開になる。単行本全5巻。全22話（番外編、コラボなし）。

## テレビシリーズ

### ガイストクラッシャー
2013年10月2日から2014年6月18日まで全36話が放送された。テレビ東京系列（水曜アニメ530第2枠）で放送された。出演声優は、主役は200名が参加したオーディションで採用された新人、脇を固めるキャラクターは実力派で構成される。メカニック、オリジナルエピソードとコミカライズを再編したものが多数あるが、性格や声質、物語などがゲーム本編と多少異なっている。また、14話以降オリジナルキャラクターが少なからず出演する。12月5日より土曜5時45分枠で不定期リピート放送された（1月11日は『妖怪ウォッチ』1話放送、3月1、9日は『劇場版トレインヒーロー』の番宣、4月からは『イナズマイレブン』再放送により1クールのみ）。

### ガイストクラッシャー ゴッド編
37話より『ガイストクラッシャー ゴッド編』と改題され、10月1日まで放送された。全15話。

### スタッフ
- 原作 - CAPCOM（「ガイストクラッシャー」）
- 漫画連載 - 田中靖規（集英社「最強ジャンプ」「Vジャンプ」連載）
- 監督 - 高本宣弘
- 企画・監修 - 小林裕幸
- ストーリー構成 - 野中大三
- シリーズ構成 - 西園悟
- キャラクターデザイン・総作画監督 - 石橋有希子
- メカデザイン・メカ総作画監督 - 福島秀機
- サブメカニック - 中原れい
- 美術監督 - 井上絵理
- 色彩設計 - 篠原愛子
- 撮影監督 - 木村伸夫
- 編集 - 瀬山武司
- 音響監督 - 石橋利香
- 音楽 - 田中公平、根岸貴幸
- 音楽制作 - avex entertainment、イマジン
- 音響効果 - 今野康之・上野励（スワラ・プロ）
- プロデューサー - 土方真→数野高輔（テレビ東京）、嵯峨隼人→原裕和、清水修
- アニメーションプロデューサー -  野崎慎太郎
- アニメーション制作 - studioぴえろ
- 制作協力 - ぴえろプラス
- 製作 - テレビ東京、dentsu、studioぴえろ

### 主題歌
オープニングテーマ
「爆アツ!ガイストクラッシャー」（1話 - 36話）
作詞 - 藤林聖子 / 作曲 - 田中公平 / 編曲 - 根岸貴幸 / 歌 - きただにひろし
ゲーム本編主題歌。12月18日発売だが、レコチョクでは先行配信。初回限定品はガイメタル「イビル・イフリート★2」付き。フルコーラスの中間奏はレッカのセリフあり。14、31話以降は一部のシーンが変更されている。
「エクスドリーマー」（37話 - 51話）
作詞 - 藤林聖子 / 作曲 - 田中公平 / 編曲 - 根岸貴幸 / 歌 - きただにひろし
『ゴッド』の主題歌でもあるが、出現するガイストがゲーム本編とは異なる。
エンディングテーマ
「Ready to Ride」（1話 - 33話）
作詞・作曲 - YUTO / 編曲・歌 - CLUTCHO
オープニングテーマと同時発売。初回限定品は超活性ガイメタル「パラディン・ヘラクレス」付き。テレビサイズではサビの一部分がフルコーラスと異なるが、作品とのタイアップである。
「we will survive」（34話 - 51話）
作詞 - 多田宏 / 作曲・歌 - The Sketchbook / 編曲 - MB2nd、The Sketchbook

### 各話リスト
| 話数 | サブタイトル                                 | 脚本            | 絵コンテ       | 演出             | 作画監督                                                            | 総作画監督          | 放送日         |
| ---- | -------------------------------------------- | --------------- | -------------- | ---------------- | ------------------------------------------------------------------- | ------------------- | -------------- |
| 1    | 覚悟爆盛り! ガイストクラッシャー誕生!!       | 西園悟          | 高本宣弘       | 高本宣弘         | 一居一平、高原修司                                                  | 石橋有希子          | 2013年 10月2日 |
| 2    | 赤点てんこ盛り! GCG試験を突破せよ!           | 西園悟          | 菱川直樹       | 菱川直樹         | Chang Bum Chul Park Hong Kun                                        | 石橋有希子          | 10月9日        |
| 3    | ガイストW盛り! クラッシュメタルを砕け!!      | 西園悟          | 高本宣弘       | 大庭秀昭         | 上野卓志、清水勝祐 鈴木信一                                         | 石橋有希子          | 10月16日       |
| 4    | 友情チョイ盛り! ゴールデンな二人!!           | 西園悟          | 川西泰二       | 川西泰二         | Lee Sang Min                                                        | 石橋有希子          | 10月23日       |
| 5    | ジャングル、モリ盛り! クラマ見参!!           | 西園悟          | こでらかつゆき | 佐藤清光         | Eum Ik Hyun、Kim Young Il Lee Jong Gyeong                           | 石橋有希子          | 10月30日       |
| 6    | 覚悟メガ盛り! エクストリーム・フォーム!!     | 西園悟          | 中原れい       | 嶌田惣一         | 矢吹智美                                                            | 石橋有希子          | 11月6日        |
| 7    | 夢がプチ盛り! GCG最大の危機!!                | 西園悟          | こでらかつゆき | 高橋英俊         | 清水勝祐、柳瀬譲二                                                  | 石橋有希子          | 11月13日       |
| 8    | 日食闇盛り! 海からの悪魔!!                   | 山口亮太        | 菱川直樹       | 菱川直樹         | 一居一平、竹内ももこ 高原修司                                       | 石橋有希子          | 11月20日       |
| 9    | クリスマス山盛り! コハクの思い出!!           | 山口亮太        | 大庭秀昭       | 大庭秀昭         | 上野卓志、清水勝祐                                                  | 石橋有希子          | 11月27日       |
| 10   | 謎がルイン盛り? レッカ絶体絶命!!             | 西園悟          | 川西泰二       | 川西泰二         | Chang Bum Chul                                                      | 石橋有希子          | 12月4日        |
| 11   | ピンチ大盛り! 鉄鋼町大決戦!!                 | 西園悟          | 大畑晃一       | 佐藤清光         | 柳瀬譲二、清水勝祐 宇都木勇                                         | 石橋有希子          | 12月18日       |
| 12   | 鉄鋼中魂ガチ盛り! レッカの逆襲!!             | 西園悟          | 小柴純弥       | 小柴純弥         | Lee Sang Min                                                        | 石橋有希子          | 12月11日       |
| 13   | ロマン夢盛り! アイスガルドへGO!!             | 西園悟          | 菱川直樹       | 菱川直樹         | Eum Ik Hyun、Park Myeong Hun Lee Jong Gyeong                        | 石橋有希子          | 12月25日       |
| 14   | アイス吹雪盛り! 第4のガイストクラッシャー!!  | 西園悟          | 嶌田惣一       | 嶌田惣一         | 矢吹智美                                                            | 石橋有希子          | 2014年 1月8日  |
| 15   | 疑惑が謎盛り! 雪原に消えたシレン             | 赤星政尚        | こでらかつゆき | 西片康人         | Hong Sok Pyo                                                        | 石橋有希子          | 1月15日        |
| 16   | 火炎三段盛り! 氷の悪魔を焦がせ!!             | 山口亮太        | 鈴木吉男       | 鈴木吉男         | 上野卓志、清水勝祐 胡陽樹                                           | 石橋有希子          | 1月22日        |
| 17   | G波極盛り! 謎のヤマトガイスト!!              | 西園悟          | 川西泰二       | 川西泰二         | Kim Hyo Eun Park Jong Jun                                           | 石橋有希子          | 1月29日        |
| 18   | ヤマトガイスト激盛り! 復讐のクラッシュ!!     | 西園悟          | 小柴純弥       | 小柴純弥         | Lee Sang Min Kim Jong Heon                                          | 石橋有希子          | 2月5日         |
| 19   | マンガン無限盛り!? 雪祭りの悪夢!!            | 赤星政尚        | こでらかつゆき | 佐藤清光         | Eum Ik Hyun、Park Myeong Hun Lee Jong Gyeong                        | 石橋有希子          | 2月19日        |
| 20   | 容疑者テラ盛り! 襲撃事件の真相!!             | 西園悟          | 菱川直樹       | 菱川直樹         | 柳瀬譲二、岡崎伸浩                                                  | 石橋有希子          | 2月26日        |
| 21   | 遺跡仰天盛り! 衝撃の過去!!                   | 西園悟          | 嶌田惣一       | 嶌田惣一         | 矢吹智美                                                            | 石橋有希子          | 3月5日         |
| 22   | 聖獣ダイナマイト盛り! 白亜紀の真実!!         | 西園悟          | 鈴木吉男       | 鈴木吉男         | 清水勝祐 Soung Jin Young                                            | 石橋有希子          | 3月12日        |
| 23   | 聖獣メガトン盛り! 現代へ帰還せよ!!           | 西園悟          | こでらかつゆき | 高橋英俊         | Chang Bum Chul Choi Nak Jin                                         | 石橋有希子          | 3月19日        |
| 24   | ボルカン闘魂盛り! 覚悟の出撃!!               | 山口亮太 西園悟 | 川西泰二       | 川西泰二         | Han Seung Jin Kim Jong Heon                                         | 石橋有希子          | 3月26日        |
| 25   | ピンチ特盛り! アイスガルド総力戦!!           | 赤星政尚        | 佐藤清光       | 佐藤清光         | 宮田瑠美、Lee Joung Kyuong Eum Ik Hyun、Park Myeong Hun Seo Jin Won | 石橋有希子          | 4月2日         |
| 26   | GCG解散盛り! 謎が渦巻くデザドラド!!          | 赤星政尚        | 佐野健一       | 畠山茂樹         | 飯飼一幸、相坂直紀                                                  | 石橋有希子          | 4月9日         |
| 27   | カミナリ恨み盛り! 黒いガイストクラッシャー!! | 西園悟          | 黒瀬大輔       | 黒瀬大輔         | 佐藤陽子                                                            | 石橋有希子          | 4月16日        |
| 28   | 灼熱の竜巻盛り! 砂漠の魔神!!                 | 西園悟          | 嶌田惣一       | 嶌田惣一         | 矢吹智美                                                            | 石橋有希子          | 4月23日        |
| 29   | オアシスレインボー盛り! 全力で療養せよ!!     | 西園悟          | こでらかつゆき | ながはまのりひこ | 川口弘明、菅野智之                                                  | 石橋有希子 野口孝行 | 4月30日        |
| 30   | 水位ゼロ盛り! 涸れ果てたナイール!!           | 赤星政尚        | 菱川直樹       | 菱川直樹         | Kim Hyo Eun Park Jong Jun                                           | 石橋有希子          | 5月7日         |
| 31   | コロシアム罠盛り! ガイストクラッシャー全滅!? | 西園悟          | 久城りおん     | 久城りおん       | 高原修司、清水勝祐                                                  | 石橋有希子          | 5月14日        |
| 32   | 夕陽の激突盛り! レッカ対イズナ!!             | 西園悟          | 小柴純弥       | 小柴純弥         | Eum Ik Hyun、Park Myeong Hun Seo Jin Won、宮田瑠美 柳瀬譲二         | 石橋有希子          | 5月21日        |
| 33   | 偽りの憎しみ盛り! イズナの記憶!!             | 赤星政尚        | こでらかつゆき | 川西泰二         | Lee Sang Min                                                        | 石橋有希子          | 5月28日        |
| 34   | ルイン ピラミッド盛り! ガイストオン不可能!!  | 赤星政尚        | 香川豊         | 畠山茂樹         | 飯飼一幸、相坂直紀                                                  | 石橋有希子          | 6月4日         |
| 35   | 稲妻5倍盛り! 倒せプロミネンス・ラー!!        | 西園悟          | 大原実         | 加藤顕           | 青木真理子                                                          | 石橋有希子          | 6月11日        |
| 36   | イレイザーΩ（オメガ）盛り! GCGが降伏する日!! | 西園悟          | こでらかつゆき | 菱川直樹         | Kim Hyo Eun Chang Bum Chul                                          | 石橋有希子          | 6月18日        |

ゴッド編
| 話数 | サブタイトル                                                 | 脚本             | 絵コンテ          | 演出             | 作画監督                                                      | 総作画監督                    | 放送日         |
| ---- | ------------------------------------------------------------ | ---------------- | ----------------- | ---------------- | ------------------------------------------------------------- | ----------------------------- | -------------- |
| 37   | 始まりはファースト盛り! ゼウス事件の全貌!!                   | 西園悟           | 佐藤清光          | 佐藤清光         | Park Myeong Hun、Seo Jin Won Eum Ik Hyun                      | 石橋有希子、高原修司 松田寛   | 2014年 6月25日 |
| 38   | 最初で最後盛り! 悲劇のガイストクラッシャー!!                 | 西園悟           | 鈴木吉男          | ながはまのりひこ | 川口弘明、菅野智之 飯飼一幸、高橋直樹 宇都木勇                | 石橋有希子、高原修司 福島秀機 | 7月2日         |
| 39   | 伝説の五大龍盛り! ニッケルとワイちゃん!!                     | ふでやすかずゆき | 菱川直樹          | 菱川直樹         | 清水勝祐、宮田瑠美                                            | 石橋有希子 松田寛             | 7月9日         |
| 40   | 宇宙レジェンド盛り! 五大龍大激突!!                           | ふでやすかずゆき | 光枝愛治          | 川西泰二         | Lee Sang Min                                                  | 石橋有希子 松田寛             | 7月16日        |
| 41   | 宿敵の復活盛り! ガイストクラッシャー完敗!?                   | 赤星政尚         | こでらかつゆき    | 畠山茂樹         | 飯飼一幸、相坂直紀 長山延好                                   | 高原修司、石橋有希子 松田寛   | 7月23日        |
| 42   | 守護大樹テルル盛り! ファーストチームを捜せ!!                 | 西園悟           | 大原実            | 加藤顕           | しまだひであき、松岡秀明                                      | 石橋有希子                    | 7月30日        |
| 43   | 初代（ファースト）と修行盛り! 手に入れろ、進化型ガイメタル!! | 赤星政尚         | 稲井仁            | 菱川直樹         | Lee Seok In                                                   | 石橋有希子 松田寛             | 8月6日         |
| 44   | イズナプラズマ盛り! オブサイドの記憶!!                       | ふでやすかずゆき | 小野勝巳          | 川西泰二         | Park Myeong Hun、Seo Jin Won Eum Ik Hyun、Lee Joung Kyong     | 石橋有希子                    | 8月13日        |
| 45   | 執念のリベンジ盛り! 進化型ガイストクラッシャー!!             | 西園悟           | 佐藤清光          | 佐藤清光         | 清水勝祐、宮田瑠美 高原修司、柳瀬譲二                         | 石橋有希子                    | 8月20日        |
| 46   | ルミネラ愛憎盛り! ドスメーアの真実!!                         | 西園悟           | こでらかつゆき    | ながはまのりひこ | 川口弘明、菅野智之                                            | 石橋有希子                    | 8月27日        |
| 47   | ラウンダ悲哀盛り! 女の意地はヤバ過ぎる!!                     | 西園悟           | 菱川直樹          | 菱川直樹         | 岡崎伸浩、高原修司 ヨシモトキンジ、Song Jin Young Kim Hi Gang | 石橋有希子                    | 9月3日         |
| 48   | 全世界ガイスト盛り! バニシング・ゼウスの咆哮!!               | 赤星政尚         | 光枝愛治          | 畠山茂樹         | 飯飼一幸、相坂直紀                                            | 石橋有希子                    | 9月10日        |
| 49   | ガイストゴッド盛り! 地球滅亡0秒前!!                          | 西園悟           | 大原実            | 加藤顕           | 青木真理子、清水博幸                                          | 石橋有希子                    | 9月17日        |
| 50   | サイファ暗黒盛り! オペレーション・カオス発動!!               | 西園悟           | 稲井仁            | 川西泰二         | 富山大輔、Lee Seok In                                         | 石橋有希子                    | 9月24日        |
| 51   | 覚悟爆アツ盛り! さらばガイストクラッシャー!!                 | 西園悟           | 佐藤清光 高本宣弘 | 佐藤清光         | 宮田瑠美、清水勝祐 Park Myeong Hun、Seo Jin Won               | 石橋有希子                    | 10月1日        |

## 放送局

### 日本国内での放送
| 放送地域       | 放送局             | 放送期間                                             | 放送日時                          | 放送系列              | 備考                                                     |
| -------------- | ------------------ | ---------------------------------------------------- | --------------------------------- | --------------------- | -------------------------------------------------------- |
| 関東広域圏     | テレビ東京         | 2013年10月2日 - 2014年10月1日                        | 水曜 18:00 - 18:30                | テレビ東京系列        | 製作局                                                   |
| 北海道         | テレビ北海道       | 2013年10月2日 - 2014年10月1日                        | 水曜 18:00 - 18:30                | テレビ東京系列        |                                                          |
| 愛知県         | テレビ愛知         | 2013年10月2日 - 2014年10月1日                        | 水曜 18:00 - 18:30                | テレビ東京系列        |                                                          |
| 大阪府         | テレビ大阪         | 2013年10月2日 - 2014年10月1日                        | 水曜 18:00 - 18:30                | テレビ東京系列        |                                                          |
| 岡山県・香川県 | テレビせとうち     | 2013年10月2日 - 2014年10月1日                        | 水曜 18:00 - 18:30                | テレビ東京系列        |                                                          |
| 福岡県         | TVQ九州放送        | 2013年10月2日 - 2014年10月1日                        | 水曜 18:00 - 18:30                | テレビ東京系列        |                                                          |
| 日本全域       | BSジャパン         | 2013年10月4日 - 2014年3月28日 2014年4月4日 - 10月3日 | 金曜 7:55 - 8:25 金曜 8:00 - 8:29 | テレビ東京系列 BS放送 |                                                          |
| 日本全域       | dアニメストア      | 2013年10月23日 -                                     | 水曜 12:00 更新                   | ネット配信            | 見放題サービス利用者は全話見放題                         |
| 日本全域       | バンダイチャンネル | 2013年10月30日 -                                     | 水曜 12:00 更新                   | ネット配信            | 見放題サービス利用者は全話見放題 初回配信のみ2話連続配信 |
| 日本全域       | GYAO!              |                                                      | 水曜 12:00 更新                   | ネット配信            |                                                          |

### 日本国外での放送
時間帯は全て現地時間。
香港
2015年7月6日から2015年9月2日無綫電視J2にて『靈裝戰士』のタイトルで毎週月曜 - 金曜7:30 - 8:30に放送、同日18:00 - 18:30にリピート放送。広東語 & 日本語二か国語放送、繁体字字幕あり。
2017年2月3日から2017年7月28日無綫電視翡翠台にて、毎週木曜、金曜の17:20 - 17:50に再放送。

## 関連商品
ゲーム
ニンテンドー3DS対応専用ソフトの通常版パッケージと、「ガイフォンカバーゴールドリングver.」と特性仕様ガイメタルソウル「ダーク・デュラハン」との追加セット「爆アツ!ガイフォンセット」、加えて『e-CAPCOM』では、QRコードでパラメータ強化を行えるスペシャル強化データシート「経験値パック『3万』」および「しろめし屋特製てぬぐい」とのセットの「イーカプコン限定Ver.」が発売。
各デパート、家電量販店ではガイストアーツまたは経験値3万追加用のいずれかのデータシートが付く。
2013年12月4日23:59までは出演声優のサイン色紙が抽選で5名に当選するキャンペーンを実施。
玩具
「0弾 ガイストクラッシャー誕生編」
「1弾 ヤマトガイスト討伐編」
「2弾 聖獣ガイスト討伐編」
「3弾 ガイストクラッシャー超進化編」
「4弾 五大龍ガイスト討伐編」
「ガイメタルホルダー」
「ガイフォンカバー 炎のレッカセット」
「エクストリームチェンジフィギュア（EXCF）」
2013年11月9日発売。

### 書籍
『ガイストクラッシャー』
著：田中靖規、監修・協力：カプコン
ゲームのコミカライズ版。ゲームショップでは特盛り経験値3万が貰えるデータカード（店舗ごとのイラスト違い）が付録。4巻の巻末に経験値と二次元フリーミッション付属。
1巻：2013年12月4日発売：ISBN 978-4-08-870862-1
2巻：2014年1月4日発売：ISBN 978-4-08-880004-2
3巻：2014年5月2日発売：ISBN 978-4-08-880115-5
4巻：2014年9月4日発売：ISBN 978-4-08-880207-7
5巻：2015年5月1日発売：ISBN 978-4-08-880216-9
『ガイストクラッシャー ファースト』
著：田中靖規、監修・協力：カプコン
本編前史におけるゼウス事件の全容が描かれる。
2014年5月2日発売：ISBN 978-4-08-880114-8
『ガイストクラッシャー GCGシークレットファイル』
著：Vジャンプ編集部
ゲーム攻略本。爆盛り経験値5万と、ヴィクトリー・V龍とサイキョー・ファラオンに挑戦可能なデータカード付録。
2013年12月5日発売：ISBN 978-4-08-779674-2

### その他
ゲーム本編使用可能の、各種能力値強化に与るQRコードが記載された「データシート」が食玩や書籍同梱などの様々な形で配布されている。『ゴッド』でも対応可能だが、一度使用した技と経験値はデータ継承後は受け付けない。
「ガイストクラッシャー シールグミ」全12種。
「ガイストクラッシャー 爆アツ!スイング」全5種。